# William Kornhauser
William Alan Kornhauser (geb. 1925 in Chicago, Illinois; gest. 3. Juli 2004 in Berkeley, Kalifornien) war ein amerikanischer Soziologe und Sozialpsychologe, der maßgeblich zu Theorien kollektiven Verhaltens beigetragen hat.

## Leben
Kornhauser wuchs in Chicago bei seinen Eltern, dem Psychologen Arthur Kornhauser und dessen Frau, zusammen mit einer etwa drei Jahre jüngeren Schwester auf.
Kornhauser besuchte die University of Chicago Laboratory School (Lab School), eine koedukative Privatschule in Chicago, die eng mit der Universität zusammenarbeitete. Während des Zweiten Weltkriegs war er für drei Jahre in der US Air Force und diente als Navigator im 20th Bomb Squadron. 1946 quittierte er den Dienst und nahm ein Studium der Wirtschaftswissenschaften an der Universität Chicago auf. 1948 machte er einen Master-Abschluss in Soziologie und 1953 einen Ph.D.-Abschluss, ebenfalls in Soziologie. Ab 1952 lehrte er für ein Jahr an der Columbia University, wechselte 1954 an das Department of Sociology and Social Institutions der University of California, Berkeley, wo er bis zu seiner Emeritierung 2004 lehrte.
In den 1960er Jahren war er im Free Speech Movement aktiv.
Kornhauser starb in seinem Haus in Berkeley an einem Herzinfarkt.
Seine 1970 geborene Tochter Anne Kornhauser ist Historikerin an der City University of New York.

## Werke
- The Politics of Mass Society (1959), Glencoe, IL: The Free Press.
  - 2., überarbeitete Auflage. London (UK): Routledge 2008. ISBN 978-1-41280772-2
- Scientists in Industry. Berkeley & Los Angeles: University of California Press 1962; Neuausgabe: Scientists in Industry. Conflict and Accommodation. Vorwort Arthur M. Ross.

## Belege
1. ↑  N. N.: Deaths: Faculty & Staff. In: The University of Chicago Magazine:. 97. Jahrgang, Nr. 1, Oktober 2004 (uchicago.edu [abgerufen am 17. November 2021]).
2. 1 2  William Kornhauser. Abgerufen am 17. November 2021.
3. 1 2  Kathleen Maclay: UC Berkeley professor emeritus William Kornhauser dies at age 79. In: UC Berkeley News. 12. Juli 2004, abgerufen am 17. November 2021.
4. ↑  https://www.gc.cuny.edu/Page-Elements/Academics-Research-Centers-Initiatives/Doctoral-Programs/History/Faculty-Bios/Anne-Kornhauser